# Borysławsko-Drohobyckie Zagłębie Naftowe

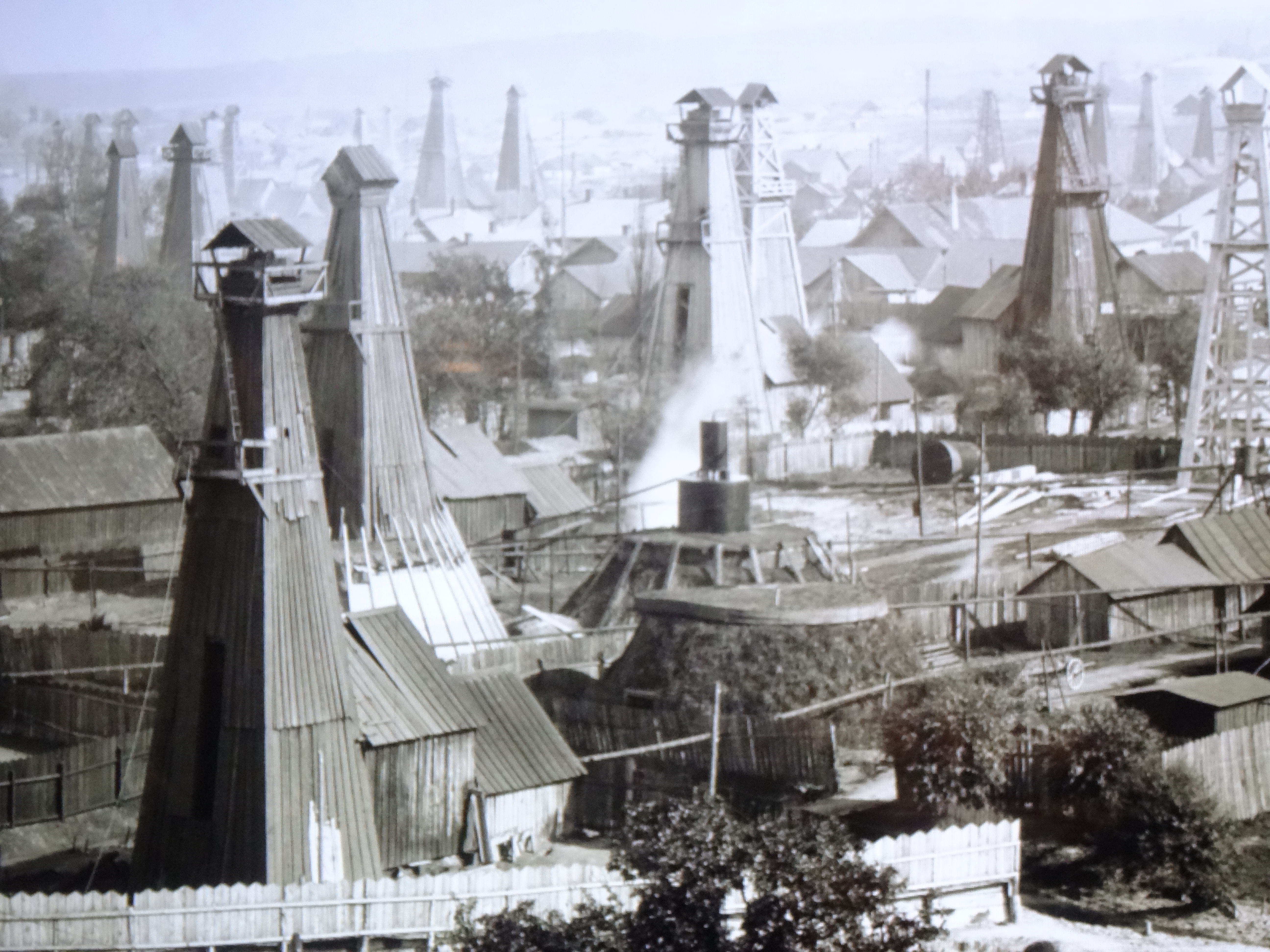
Borysławsko-Drohobyckie Zagłębie Naftowe

Borysławsko-Drohobyckie Zagłębie Naftowe – największy rejon wydobycia ropy naftowej i ozokerytu na terenie Galicji, a później II Rzeczypospolitej.

## Historia
Historia Zagłębia rozpoczyna się w 1896, kiedy to do głębokich złóż ropy dowiercił się i rozpoczął jej eksploatację na skalę przemysłową Władysław Długosz. Wcześniej (na pewno już od I połowie XVII wieku) eksploatowano tutaj płytkie złoża ropy oraz wydobywano wosk ziemny. W 1817 Josef Hecker rozpoczął wydobycie i destylację ropy naftowej ze studni czerpanych i dostarczył destylat do oświetlenia ulic Drohobycza, koszar wojskowych w Samborze i salin w Truskawcu.
Pod względem produkcji ropy Zagłębie na rynku światowym zdobyło okresowo czwarte miejsce po Stanach Zjednoczonych, Rosji i Rumunii. W ciągu jednak krótkiego czasu, wobec dowiercenia się wydajnych roponośnych pokładów w Wenezueli, Iranie i Iraku oraz wskutek polityki monopolistów, spadło jako producent na jedno z ostatnich miejsc.
Borysławskie złoża ozokerytu, odkryte w 1854 przez lwowskiego przedsiębiorcę Roberta Domsa, były jednymi z największych na świecie pod względem wydobycia i zasobów. W drugiej połowie XIX wieku borysławski ozokeryt wykorzystywano do izolacji pierwszego transatlantyckiego kabla telegraficznego, łączącego Europę i USA. W 1861 rozpoczęto eksploatację złóż ropy (również Robert Doms); w 1909 wydobywano tutaj 5% światowego wydobycia. W 1866 rozpoczęto maszynowe drążenie szybów naftowych.
31 grudnia 1872 oddano do eksploatacji Kolej Dniestrzańską łączącą Borysław ze Lwowem.
W latach 1905-1907 dowiercono nowe, bardzo wydajne szyby, ale brak zbiorników i ograniczenie przyjmowania ropy przez rafinerie wywołały gwałtowny spadek cen ropy i krach na giełdzie akcji naftowych. Kryzys przyspieszył proces monopolizacji w przemyśle naftowym i koncentrację zarówno przerobu, jak i obrotu ropą naftową oraz jej pochodnymi. W rezultacie w 1911 zmniejszono wydobycie do 1,5 mln ton, a w 1913 do 1,1 mln ton, tj. do poziomu z 1907, ceny zaś w tym samym czasie podniesiono niemal trzykrotnie.
Suwerenność Polski na terytorium Galicji Wschodniej Rada Ambasadorów uznała 15 marca 1923. W 1928 w okręgu Drohobycza wydobywano ok. 84% ówczesnego polskiego wydobycia ropy naftowej, w 1933 – 76%, w 1937 – 67%.

## Miejscowości Zagłębia
Borysław, Drohobycz, Bitków, Stary Sambor, Stara Sól, Nahujowice, Schodnica, Tustanowice, Modrycz, Mraźnica, Uliczno.

## Geolodzy
Geologią złóż ropy i wosku ziemnego w Zagłębiu Borysławsko-Drohobyckim zajmowali się: Alojzy Alth, Klaudiusz Angerman, Karol Bohdanowicz, Józef Grzybowski, Joachim Hempel, Bolesław Kropaczek, Jan Nowak, Józef Siemiradzki, Leon Syroczyński, Konstanty Tołwiński, Wawrzyniec Teisseyre, Edward Windakiewicz i Rudolf Zuber.

## Literatura
- Konstanty Tołwiński, Kopalnie nafty i gazów ziemnych w Polsce. Tom 2. Borysław, 1934-1937
- Konstanty Tołwiński, Nowy atlas geologiczny Borysławia, 1929-1930